# Liga Liber-Cugetătorilor Germani
Liga Liber-Cugetătorilor Germani ('Deutsche Freidenkerbund') a fost o organizație a ateilor germani înființată în 1881 de către Ludwig Büchner. În anii '30, numărul membrilor Ligii era de aproximativ 500,000. Liga a fost desființată în primăvara anului 1933, atunci când toate organizațiile ateiste din Germania au fost scoase în afara legii de către Hitler, care legaliza astfel persecuțiile naziste împotriva ateilor din Germania. Sediul național al Ligii a fost atunci transformat într-un birou care oferea informații în chestiuni legate de religie.
Unul dintre președinții Ligii a fost Max Sievers, executat prin ghilotinare de către naziști în 1944. 